# Jasmin Mešanović
Jasmin Mešanović (Tuzla, 6 gennaio 1992) è un calciatore bosniaco, attaccante del Kisvárda.

## Carriera

### Club
Ha sempre giocato nel campionato bosniaco, ad eccezione della stagione 2014-2015, durante la quale ha militato nelle file dell'Osijek, nel campionato croato.

### Nazionale
Mešanović è stato convocato nella nazionale bosniaca per la prima volta nel dicembre del 2011, e ha fatto il suo esordio internazionale nell'amichevole persa per 1-0 dalla sua squadra il 16 dicembre seguente contro la Polonia ad Adalia, entrando a 23 minuti dalla fine al posto di Haris Harba.

## Palmarès

### Club

#### Competizioni nazionali
- Campionato sloveno: 1

Maribor: 2018-2019
- Nemzeti Bajnokság II: 1

Kisvárda: 2024-2025